# Okres Trutnov

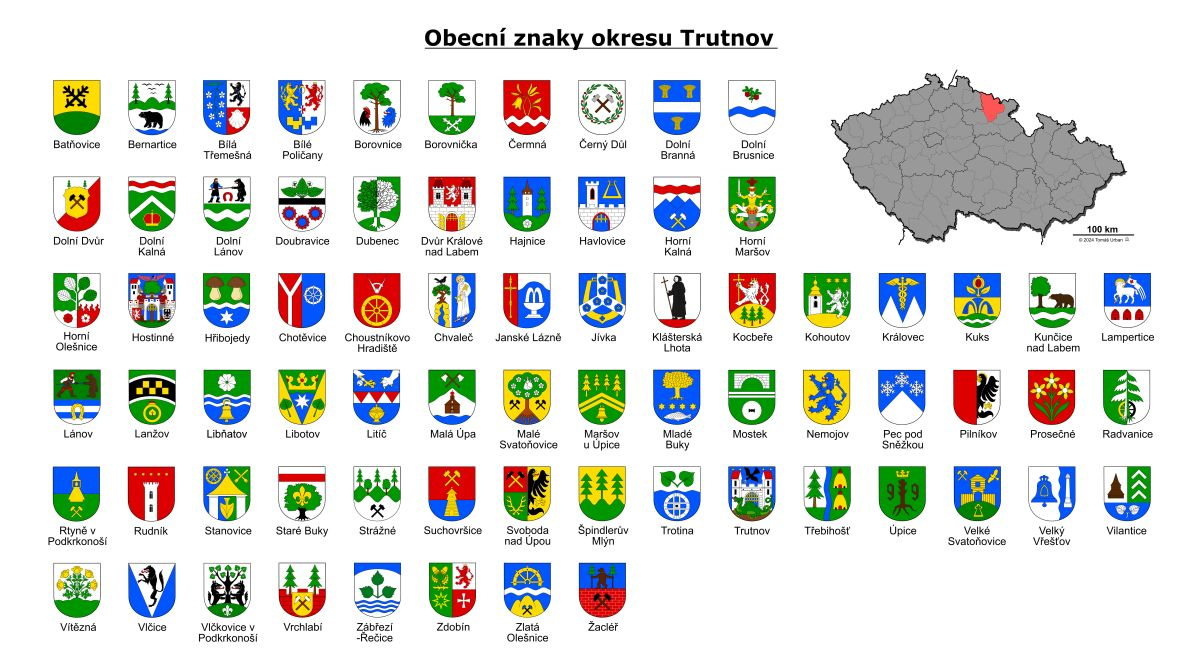
Přehled obecních znaků okresu Trutnov

Okres Trutnov je okresem v Královéhradeckém kraji. Jeho dřívějším sídlem bylo město Trutnov.
Z královéhradeckých okresů sousedí na jihozápadě s okresem Jičín a na jihu krátce s okresem Hradec Králové a na jihovýchodě a východě pak s okresem Náchod. Dále pak na západě sousedí s okresem Semily Libereckého kraje. Ze severu je okres vymezen státní hranicí s polským Slezskem.

## Přírodní poměry
V okrese Trutnov dosahuje Česká republika nejvyšší nadmořské výšky. Nejvyšším bodem je vrchol Sněžky (1603 m n. m.). Okres leží v geomorfologických celcích Krkonoše, Krkonošské podhůří a Jičínská pahorkatina.
Území odvodňuje na západě řeka Labe na východě řeka Úpa, menší část při severní hranici s Polskem je odvodňováno Bobrem, respektive Černým potokem.
V okrese Trutnov leží část území Krkonošského národního parku a Chráněné krajinné oblasti Broumovsko.

## Hospodářství
Významná zde byla hlubinná těžba černého uhlí na Žacléřsku a Svatoňovicku (vnitrosudetská pánev). V současnosti se doluje povrchově u Žacléře (2001). Těžba dolomit v Lánově a vápence krkonošsko-jizerského krystalinika v Černém Dole (Krkonošské vápenky Kunčice, a.s.).

## Struktura povrchu
K 31. prosinci 2003 měl okres celkovou plochu 1 146,78 km², z toho:
- 43,88 % zemědělských pozemků, které z 55,26 % tvoří orná půda (24,25 % rozlohy okresu)
- 56,12 % ostatní pozemky, z toho 82,96 % lesy (46,56 % rozlohy okresu)

## Demografické údaje
Data k 30. červnu 2005:
| Popis          | Celkem  | Ženy           | Muži           |
| -------------- | ------- | -------------- | -------------- |
| počet obyvatel | 119 890 | 61 189 51,04 % | 58 701 48,96 % |
| průměrný věk   | 39,7    | 41,3           | 38,0           |

- hustota zalidnění: 105 ob./km²
- 69,16 % obyvatel žije ve městech

### Zaměstnanost
(2018)
| počet obyvatel       | 30 372    |
| Průměrný plat        | 29 434 Kč |
| Nezaměstnaných       | 1881      |
| Míra nezaměstnanosti | 2,3 %     |

### Školství
(2003)
| Druh školy                     | Počet škol |
| ------------------------------ | ---------- |
| Mateřské školy                 | 60         |
| Základní školy                 | 57         |
| Gymnázia                       | 5          |
| Střední školy průmyslové školy | 10         |
| Střední odborná učiliště       | 7          |
| Vyšší odborné školy            | 1          |

### Zdravotnictví
(2003)
| Lékaři                          | 374 |
| Nemocnice                       | 4   |
| Specializovaná léčebná zařízení | 9   |
| Zubní lékaři                    | 66  |
| Lékárny                         | 22  |

### Zdroj
- Český statistický úřad

## Silniční doprava
Okresem prochází silnice I. třídy I/14, I/16 a I/37.
Silnice II. třídy jsou II/252, II/284, II/285, II/295, II/296, II/297, II/299, II/300, II/301, II/304, II/307, II/325 a II/567.

## Železniční doprava
Okresem prochází železniční tratě : Jaroměř–Trutnov, Pardubice–Liberec, Chlumec nad Cidlinou – Trutnov, Kunčice nad Labem – Vrchlabí, Trutnov – Svoboda nad Úpou, Trutnov – Teplice nad Metují, Trutnov–Sędzisław. 

## Seznam obcí a jejich částí
Města jsou uvedena tučně, městyse kurzívou, části obcí malince.
 Batňovice •
 Bernartice (Křenov) •
Bílá Třemešná (Nové Lesy) •
Bílé Poličany •
Borovnice •
Borovnička •
Čermná •
 Černý Důl (Čistá v Krkonoších • Fořt) •
 Dolní Branná •
Dolní Brusnice •
Dolní Dvůr •
Dolní Kalná (Slemeno) •
Dolní Lánov •
Dolní Olešnice •
Doubravice (Velehrádek • Zálesí) •
Dubenec •
 Dvůr Králové nad Labem (Lipnice • Verdek • Zboží • Žireč • Žirecká Podstráň) •
Hajnice (Horní Žďár • Výšinka) •
 Havlovice •
Horní Brusnice •
Horní Kalná •
Horní Maršov (Dolní Albeřice • Dolní Lysečiny • Horní Albeřice • Horní Lysečiny • Temný Důl) •
Horní Olešnice (Ždírnice) •

Hostinné •
Hřibojedy (Hvězda) •
Chotěvice •
Choustníkovo Hradiště •
Chvaleč (Petříkovice) •
 Janské Lázně •
Jívka •
Klášterská Lhota •
Kocbeře (Nová Ves • Nové Kocbeře) •
Kohoutov •
Královec •
Kuks (Kašov) •
Kunčice nad Labem •
Lampertice •
Lánov (Horní Lánov • Prostřední Lánov) •
Lanžov (Lhotka • Miřejov • Sedlec • Záborov) •
 Libňatov (Svobodné) •
Libotov •
Litíč (Nouzov) •
Malá Úpa (Dolní Malá Úpa • Horní Malá Úpa) •
 Malé Svatoňovice (Odolov • Petrovice • Strážkovice) •
 Maršov u Úpice •
Mladé Buky (Hertvíkovice • Kalná Voda • Sklenářovice) •
Mostek (Debrné • Souvrať • Zadní Mostek) •
Nemojov (Dolní Nemojov • Horní Nemojov • Nový Nemojov • Starobucké Debrné) •
 Pec pod Sněžkou (Velká Úpa) •
Pilníkov •
Prosečné •
Radvanice •
 Rtyně v Podkrkonoší •
 Rudník (Arnultovice • Javorník) •
Stanovice •
Staré Buky (Dolní Staré Buky • Horní Staré Buky • Prostřední Staré Buky) •
Strážné •
Suchovršice •
 Svoboda nad Úpou •
 Špindlerův Mlýn (Bedřichov • Labská • Přední Labská) •
Trotina •
 Trutnov (Adamov • Babí • Bohuslavice • Bojiště • Dolní Předměstí • Dolní Staré Město • Horní Předměstí • Horní Staré Město • Kryblice • Lhota • Libeč • Nový Rokytník • Oblanov • Poříčí • Starý Rokytník • Střední Předměstí • Střítež • Studenec • Vnitřní Město • Volanov • Voletiny)  •
Třebihošť (Dolní Dehtov • Horní Dehtov • Zvičina) •
 Úpice (Radeč) •
Velké Svatoňovice (Markoušovice) •
Velký Vřešťov •
Vilantice (Chotěborky) •
Vítězná (Bukovina • Hájemství • Huntířov • Kocléřov • Komárov • Nové Záboří • Záboří) •
Vlčice •
Vlčkovice v Podkrkonoší (Dolní Vlčkovice • Horní Vlčkovice) •
 Vrchlabí (Hořejší Vrchlabí • Podhůří • Vrchlabí)  •
Zábřezí-Řečice (Řečice • Zábřezí) •
Zdobín •
Zlatá Olešnice •
 Žacléř (Bobr • Prkenný Důl)

## Seznam správních obvodů obcí s rozšířenou působností
Okres se skládá ze tří správních obvodů obcí s rozšířenou působností, které jsou shodné se správními obvody obcí s pověřeným úřadem:
- Trutnov
- Vrchlabí
- Dvůr Králové nad Labem

## Řeky
- Labe
- Malé Labe
- Úpa
- Bílé Labe
- Bobr
- Malá Úpa